# Пстроконский, Матей
Матей (Мацей) Пстроконский (пол. Maciej Pstrokoński; ок. 1553 — 29 июня 1609) — римско-католический и государственный деятель Речи Посполитой, референдарий великий коронный (1599—1605), епископ перемышльский с 16 марта 1601 года по 5 ноября 1608 год, куявский с 5 ноября 1608 года по 30 июня 1609 год, подканцлер великий коронный (1605—1606), канцлер великий коронный (1606—1609).

## Биография
Представитель польского шляхетского рода Пстроконских герба «Порай». Сын Збигнева Пстроконского и Барбары Гаевницкой. Брат — каштелян велюнский Ян Псткоронский.
Происходил из среднепоместной шляхты, имевшей общее «гнездо» с Буженскими. Родовую фамилию взяли от названия села Пстроконе. Сын каштеляна конарского и серадзского Спытко Пстрконского (по данным Каспера Несецкого — Збигнева) и Барбары Гаевницкой, родственницы епископа познанского Яна Любранского и вдовы Станислава Запольского.
Вначале учился в Видаве и Серадзе, с осени 1568 года — в Краковском университете (главный учитель — Станислав Соколовский). В 1574 году его взял к себе на «двор» родственник — воевода ленчицкий Ян Сераковский. В феврале 1582 года Матей Пстроконский отправился на учёбу в Рим.
19 марта 1601 года Матей Пстроконский был назначен епископом перемышльским. «Номинацию» получил во второй половине 1600 года, а папскую буллу — 14 апреля 1601 года. 29 декабря 1601 года он провел каноническую визитацию кафедрального собора в Перемышле. В 1603—1604 годах он находился, в основном, в епископской резиденции в Бжозове. В апреле 1604 года провел визитацию костелов в Ярославе, Радимне и Любачеве. Ему приписывают инициативу закрытия кальвинистских соборов в Краковце и Прухнике. В должности епископа перемыльского имел конфликт со старостой Яном-Томашем Дрогоевским. Последний извинился, публично в дверях церкви просил кары, но епископ простил его и публично отпустил ему грехи.
В 1605 году он был назначен подканцлером коронным, а 31 марта 1606 года Матей Пстроконский получил назначение на должность канцлера великого коронного. В коронном сенате принадлежал к группе умеренных роялистов. В 1604 году поддержал кандидатуру Лжедмитрия на московский царский престол. В ноябре 1608 года Матей Пстроконский был назначен епископом куявским. 22 января 1609 года ушел в отставку с должности канцлера великого коронного.
Участвовал в военных кампаниях польского короля Сигизмунда III Вазы в Швеции (1593, 1598) и битве против рокошан под Гузовом (1607). Политический оппонент канцлера великого коронного Яна Замойского.
Матей Пстроконский скончался 29 июня 1609 года в день святых апостолов Петра и Павла в епископском замке в Раченже. Он был похоронен 14 июля в кафедральном соборе во Влоцлавеке.